# Luka Karabatic
Pour les articles homonymes, voir Karabatic.
Luka Karabatic , (prononcé [lu.ka ka.ra.ba.tit͡ɕ]), né le 19 avril 1988 à Strasbourg, est un joueur français de handball d'origine croate par son père, Branko Karabatić, et serbe par sa mère, Lala Karabatic. Il est le frère cadet de Nikola Karabatic.
Cadre de l'équipe de France entre 2011 et 2025, il a remporté l'or olympique au Japon en 2021, deux sacres mondiaux (championnat du monde 2015 et championnat du monde 2017), deux titres de champion d’Europe (championnat d'Europe 2014 et championnat d'Europe 2024), ainsi que cinq médailles internationales.
En club, il a notamment remporté son quatorzième Championnat de France en 2024, évoluant depuis 2015 avec le Paris Saint-Germain après avoir remporté ses premiers titres avec le Montpellier Handball.

## Biographie
Bien qu'issu d'une famille où le sport principal est le handball — son père Branko Karabatić est un ancien international yougoslave évoluant au poste de gardien de but et son frère aîné Nikola Karabatic est l'un des meilleurs joueurs du monde — il se destine dans un premier temps vers le tennis, obtenant un titre de champion de France par équipes à onze ans et étant classé -4/6 à 19 ans.
En 2007, il décide de retourner à la tradition familiale et rejoint le centre de formation de Montpellier Handball. Après 4 mois de handball à haut niveau, il marque son premier but en Championnat de France en février 2008, jouant ainsi un petit rôle dans le titre de champion de France remporté par le club héraultais. Il intègre ensuite l'effectif professionnel du club, ce qui constitue l'un des facteurs du retour de son frère dans le championnat de France après sa carrière en Allemagne dans le club de THW Kiel.
Après deux saisons où il évolue avec Nikola Karabatic au sein de l'effectif montpelliérain, deux saisons ponctuées de deux titres de champion de France et de deux éliminations en quart de finale de la Ligue des champions, face à Medvedi Tchekhov en 2010 et Rhein-Neckar Löwen en 2011, il est prolongé par le club jusqu'en 2016, devenant le second pivot du club derrière Issam Tej. 
Par la même occasion, il fait ses débuts en équipe de France en juin 2011 à l'occasion d'une tournée de celle-ci en Argentine,.
Le 30 septembre 2012, Luka Karabatic est placé en garde à vue avec notamment sa compagne et son frère, dans le cadre de l'affaire des paris truqués du handball. Le 2 octobre, il est mis en examen puis libéré contre une caution de 4 500 euros. À la suite de cette affaire, le Montpellier Handball le licencie le 15 novembre pour faute grave. Il s'engage dans la foulée en faveur du club de Pays d'Aix UC pour une durée d'un an et demi. Il y est rejoint peu après par son frère, mais tandis que ce dernier quitte le club à la fin de la saison pour le FC Barcelone, Luka reste à Aix et devient un cadre de l'équipe. Finalement, le 10 juillet 2015, il sera reconnu coupable d'escroquerie par le tribunal de Montpellier dans l'affaire des paris truqués liés au match de mai 2012 entre Cesson et Montpellier, la cour d'appel de Montpellier confirmant le jugement le 1er février 2017 : il est condamné à deux mois de prison avec sursis et à 10 000 euros d'amendes.
En janvier 2014, il participe, aux côtés de son frère, à sa première compétition officielle en équipe de France lors du championnat d'Europe au Danemark. Il est une des révélations françaises de cet Euro, jouant un rôle prépondérant en défense et remportant son premier titre international. Évoluant au poste de pivot en club, il est en équipe de France chargé principalement d'occuper le poste de défenseur exclusif.
Le 5 juin 2015, il signe un contrat de quatre ans au Paris Saint-Germain, quelques semaines avant que son frère Nikola n'en fasse de même. Nommé capitaine du club en 2019, il remporte en 2024 son neuvième Championnat de France d'affilée (le quatorzième au total) et prolonge une nouvelle fois son contrat jusqu'en 2026
En octobre 2022, il est nommé capitaine de l'équipe de France et le reste jusqu'en novembre 2024,.
En février 2025, peu après une ultime médaille bronze remportée au Mondial 2025, il annonce sa retraite internationale : en quatorze années avec les Bleus, il a ainsi disputé 172 matchs et marqué 182 buts,,.

### Vie privée
Depuis 2009, Luka Karabatic est en couple avec la présentatrice TV Jeny Priez. Le 4 novembre 2017, elle donne naissance à leur premier enfant, une fille prénommée Deva. Une deuxième petite fille, Dali, naît le 23 août 2022.

## Palmarès

### Club
Compétitions nationales
- Vainqueur du Championnat de France (15) : 2008, 2009, 2010, 2011, 2012, 2016, 2017, 2018, 2019, 2020, 2021, 2022, 2023, 2024 et 2025
- Vainqueur de la Coupe de France (7) : 2008, 2009, 2010, 2012, 2018, 2021 et 2022
- Vainqueur de la Coupe de la Ligue (6) : 2010, 2011, 2012, 2017, 2018, 2019
- Vainqueur du Trophée des champions (6) : 2010-2011, 2011-2012, 2015-2016, 2016-2017, 2018-2019 et 2023-2024

Compétitions internationales
- Finaliste de la Ligue des champions en 2017

### Sélection nationale
Jeux olympiques
- Médaille d'argent aux Jeux olympiques de 2016 de Rio de Janeiro au Brésil
- Médaille d'or aux Jeux olympiques de 2020 de Tokyo au Japon
- 8e place aux Jeux olympiques de 2024 de Paris en France

Championnat du monde
- Médaille d'or au championnat du monde 2015 au Qatar
- Médaille d'or au championnat du monde 2017 en France
- Médaille de bronze au championnat du monde 2019 au Danemark et en Allemagne
- 4e place au championnat du monde 2021 en Égypte
- Médaillé d'argent au championnat du monde 2023 en Suède et en Pologne
- Médaillé de bronze au championnat du monde 2025 en Croatie, Danemark et Norvège

Championnat d'Europe
- Médaille d'or au championnat d'Europe 2014 au Danemark
- 5e place au championnat d'Europe 2016 en Pologne
- Médaille de bronze au championnat d'Europe 2018 en Croatie
- 14e place au championnat d'Europe 2020 en Norvège
- Médaille d'or au championnat d'Europe 2024 en Allemagne

Autres
- Médaille de bronze au Championnat d'Europe junior en 2008

### Distinctions individuelles
- élu meilleur défenseur de la Ligue des champions (2) : saisons 2016-2017 et 2017-2018
- élu meilleur défenseur du championnat de France (1) : saison 2014-2015

## Galerie

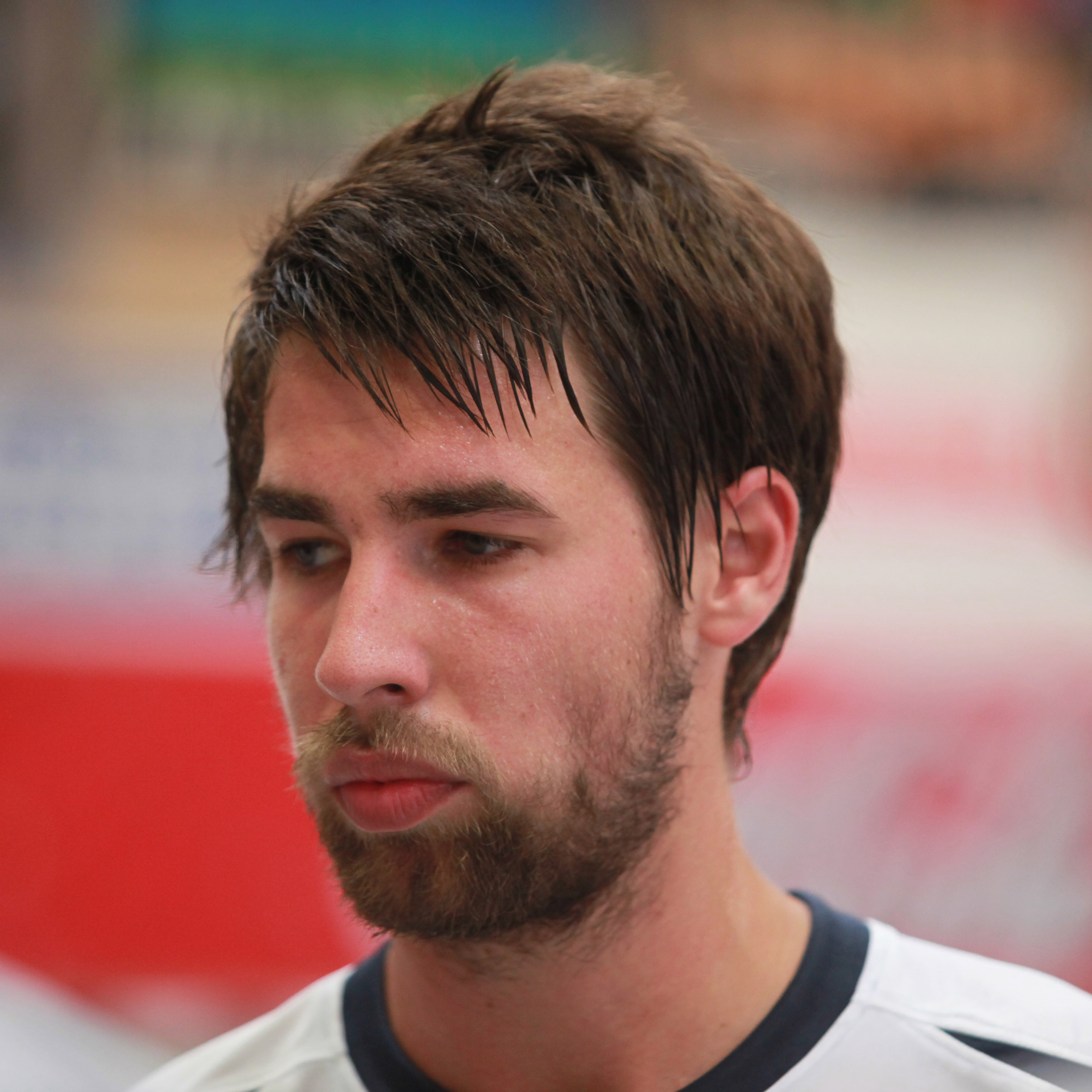
Portrait en août 2010
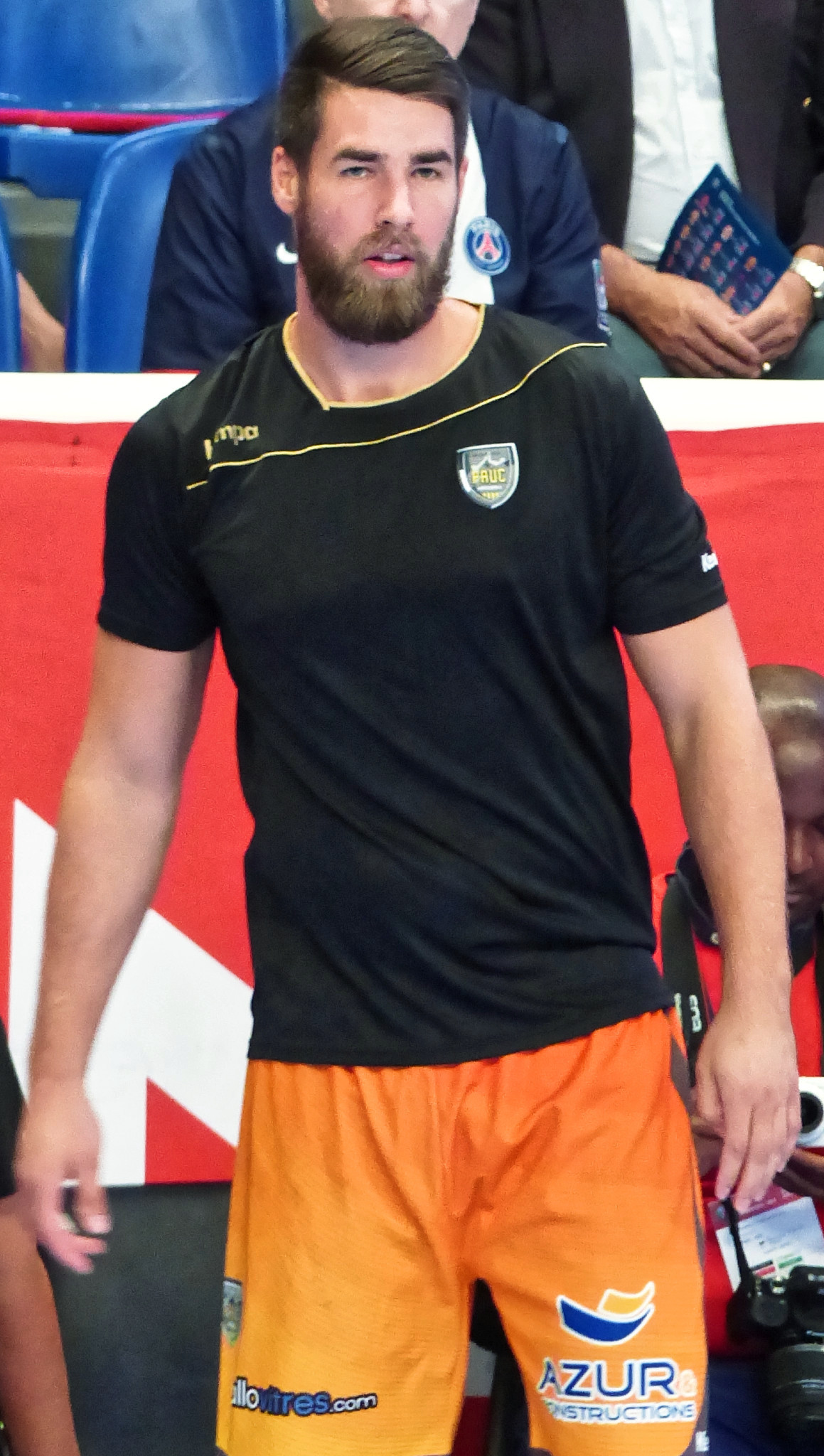
Avec Aix en 2014.
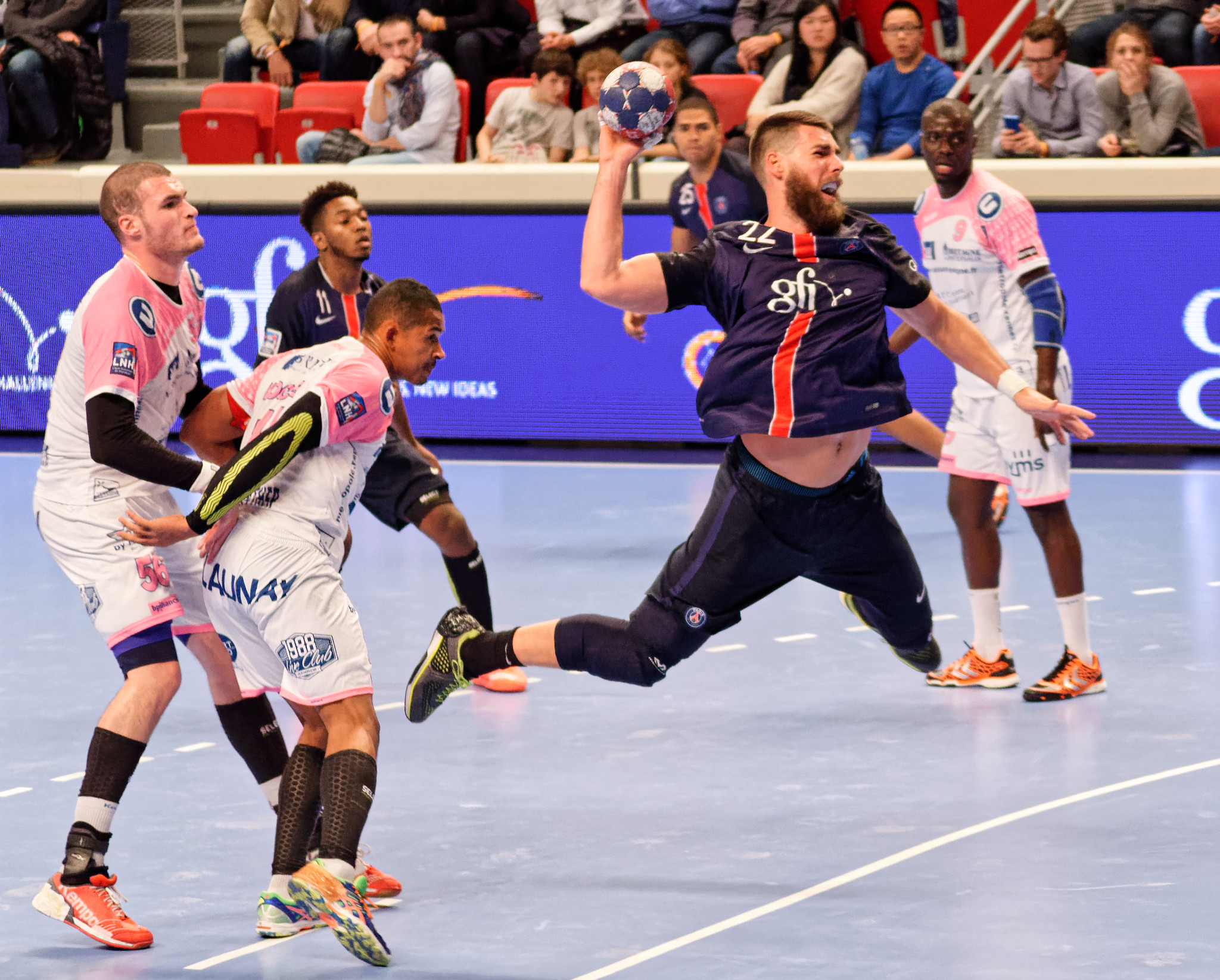
Avec le PSG au tir face à Cesson Rennes en 2015.
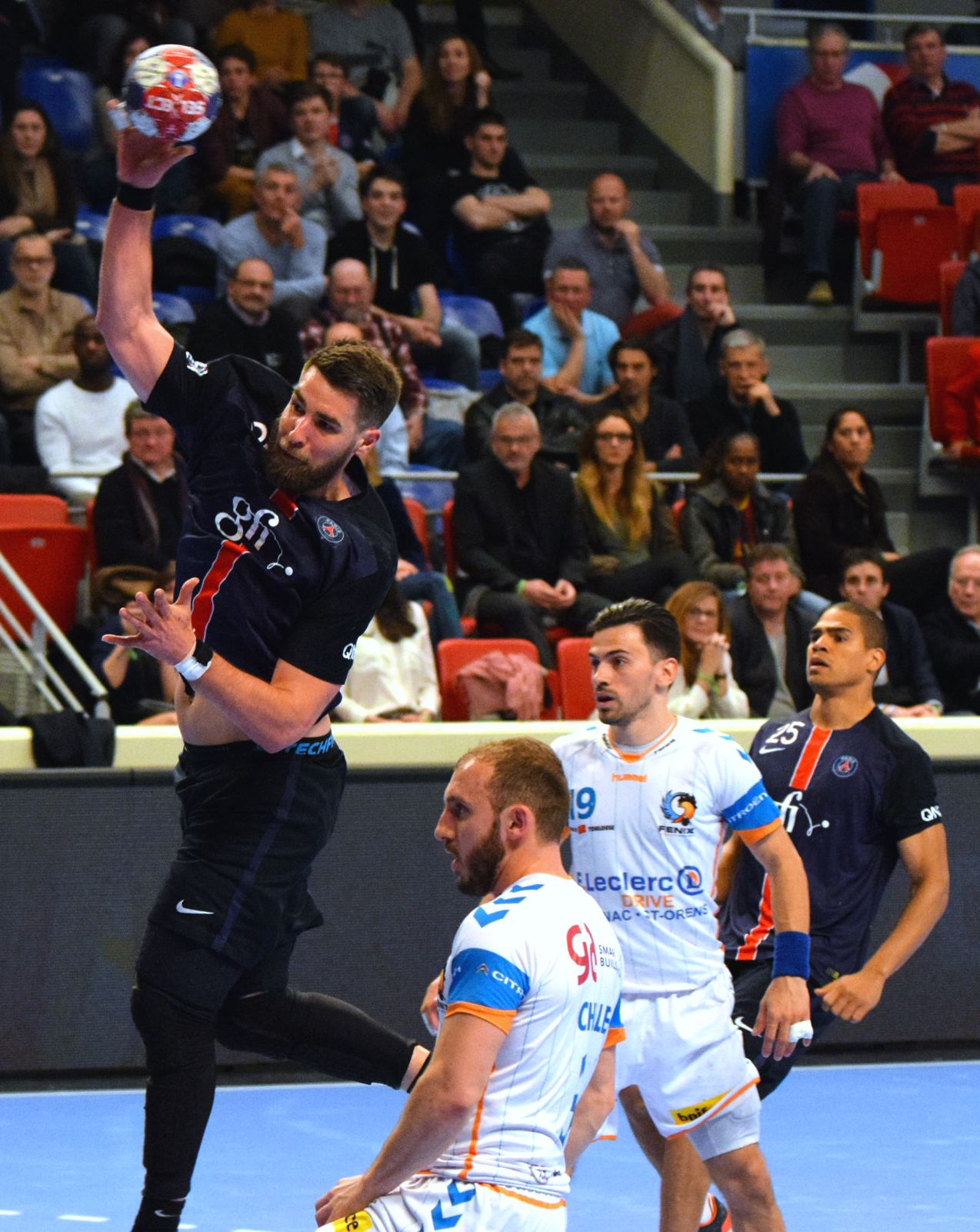
Au tir face à Toulouse en avril 2016.
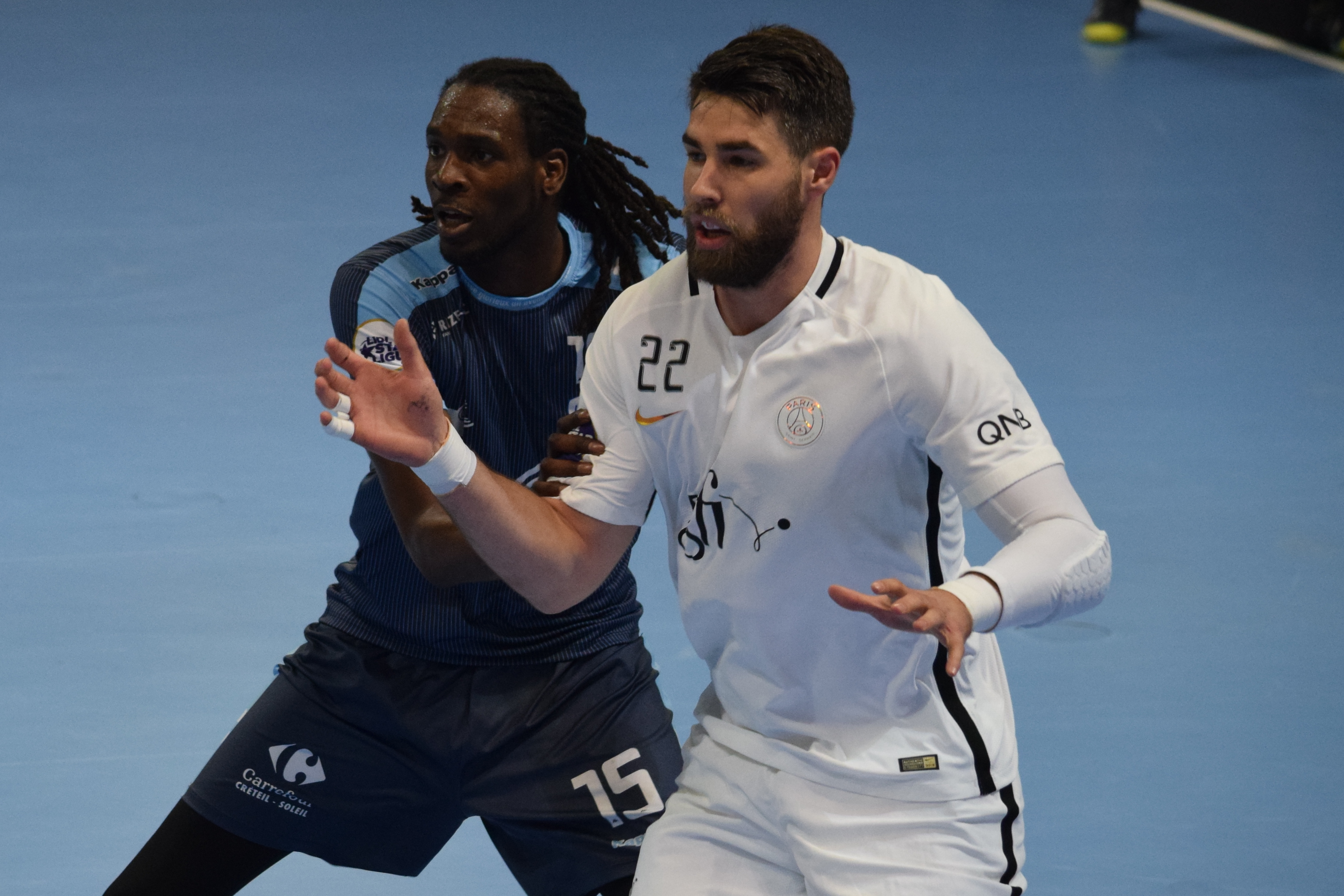
Dans la défense de Créteil en mars 2017.
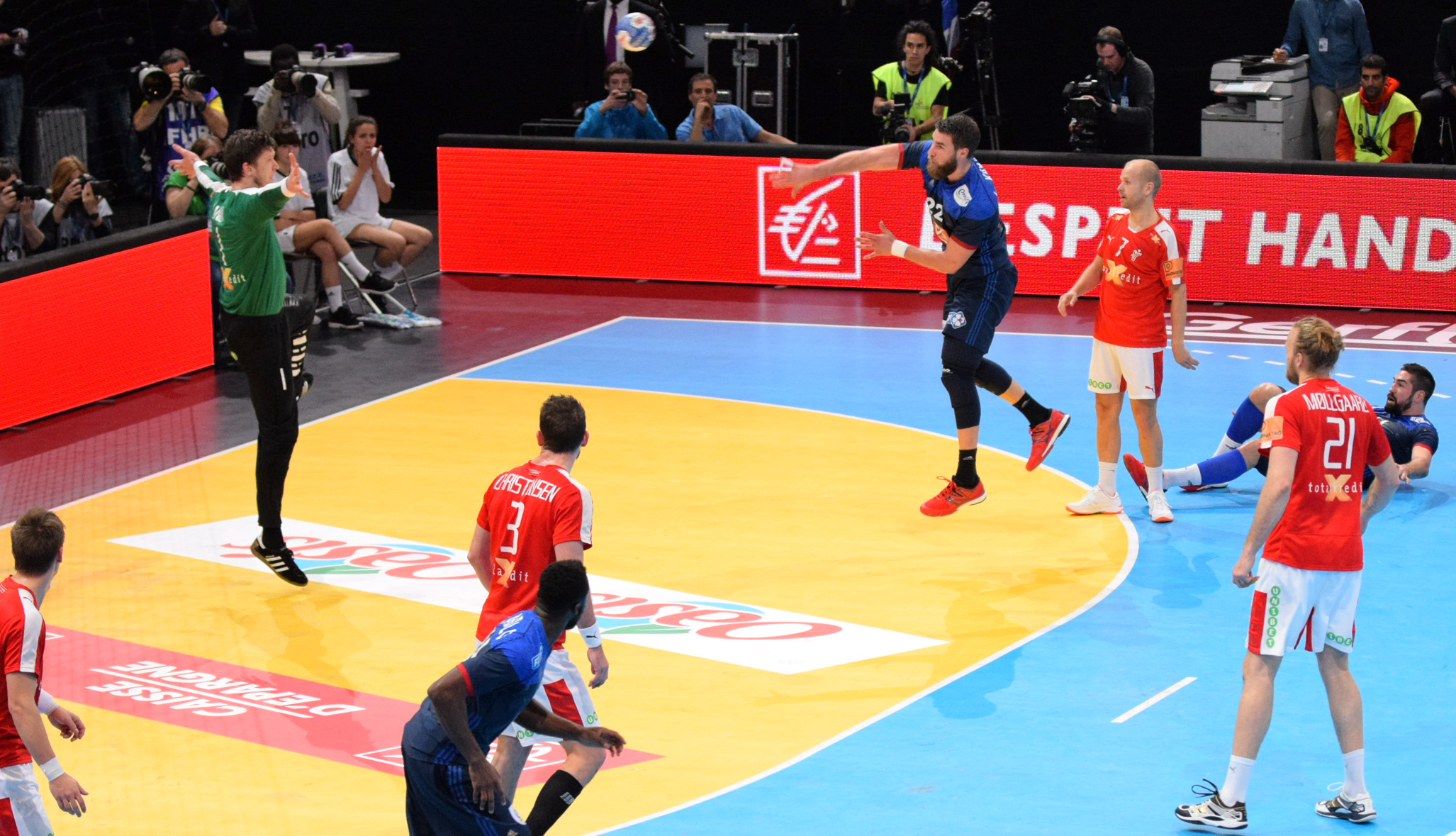
Avec la France au tir face à Niklas Landin Jacobsen en octobre 2016.
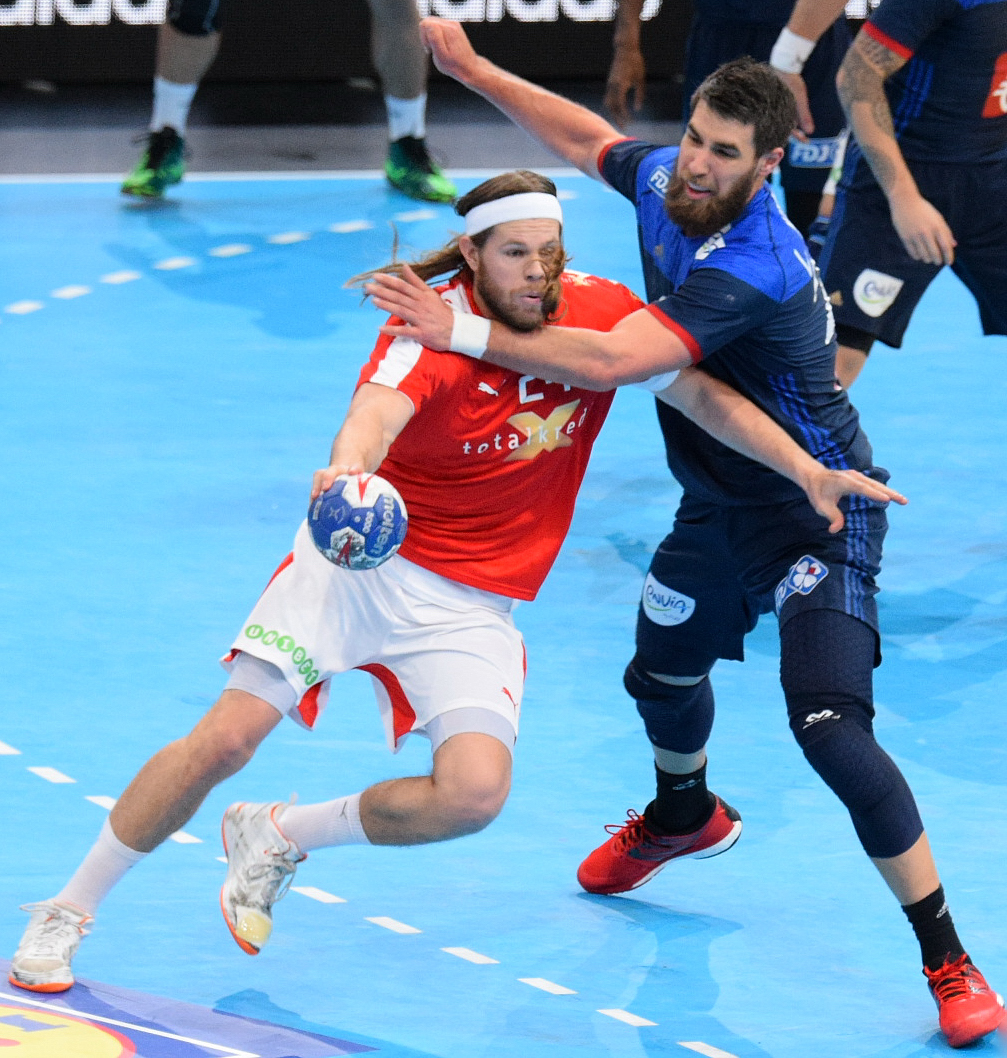
En défense face à Mikkel Hansen en octobre 2016.

## Publications
2024 : Notre histoire d'amour avec le handball de Luka Karabatic et Nikola Karabatic, éditions Flammarion